# 木拉镇
木拉镇，是中华人民共和国四川省甘孜藏族自治州理塘县下辖的一个乡镇级行政单位。2020年6月17日，四川省人民政府批准撤销理塘县中木拉乡、下木拉乡，设立木拉镇，以原中木拉乡和原下木拉乡所属行政区域为木拉镇的行政区域，木拉镇人民政府驻八鲁村1组20号。

## 行政区划
格聂镇下辖以下地区：
黄烟村、哈拉村、麻依村、格西村、马岩村、则工村、细忠村、作尼村、热拉村、卡下村、措绒村、哈依村、月依村、拿中村、乃沙村和曲呷村。